# Ipercalcemia
L'ipercalcemia è un disturbo metabolico caratterizzato da livelli di calcio nel siero al di sopra del limite superiore della norma, causato più frequentemente dall'iperparatiroidismo primario o da una neoplasia negli adulti.

## Clinica
Il calcio costituisce il catione più abbondante presente nell'organismo umano e svolge un ruolo fondamentale nella trasmissione neuronale, nell'attività enzimatica, nella funzione miocardica, nella coagulazione e in altre funzioni cellulari. La maggior parte del calcio si trova nelle ossa sotto forma di fosfato di calcio, mentre una piccola percentuale è presente nelle cellule e nei fluidi extracellulari. Nel siero, circa il 45% del calcio è legato alle proteine, il 45% si trova sotto forma di calcio libero o ionizzato, che rappresenta la forma attiva, mentre il restante 10% è legato agli anioni. L'acidosi sistemica diminuisce il legame del calcio all'albumina, aumentando così i livelli nel siero, mentre l'alcalosi provoca l'effetto opposto. Le concentrazioni di calcio nel siero sono più elevate nei neonati e nei bambini, diminuiscono durante l'infanzia e l'adolescenza e si stabilizzano ai valori tipici degli adulti entro i 17 anni. L'ipercalcemia viene definita come una concentrazione di calcio nel siero due deviazioni standard al di sopra dei valori medi. Il range normale di calcio nel siero varia da 8,8 mg/dL a 10,8 mg/dL. L'ipercalcemia primaria legata all'iperparatiroidismo e alle malignità rappresenta il 90% dei casi di ipercalcemia.

### Eziologia
La principale causa dell'ipercalcemia è un eccesso di ormone paratiroideo (PTH). Le cause mediate da PTH includono adenoma/iperplasia della ghiandola, ipercalcemia ipocalciurica familiare e sindromi di neoplasia endocrina multipla (tipo 1, 2A). L'ipercalcemia ipocalciurica familiare è una condizione autosomica dominante dovuta a una mutazione inattivante nel gene del recettore per il calcio.
Sebbene sia più comune negli adulti che nei pazienti pediatrici, l'etiologia successiva da considerare è una malignità. Carcinomi renali, leucemie, linfomi e rabdomiosarcomi possono essere associati a livelli elevati di calcio mediati dall'azione di peptidi correlati al PTH.
L'ipervitaminosi D può essere iatrogena, secondaria a un eccesso di assunzione di latte o correlata a condizioni granulomatose come la sarcoidosi, la tubercolosi o le infezioni fungine.
Cause endocrine come tireotossicosi (a causa della stimolazione della funzione degli osteoclasti da parte dell'ormone tiroideo), ipoadrenalismo e anche feocromocitomi possono essere associati all'ipercalcemia.
Altre cause varie includono la sindrome di Williams, la sindrome di Murk Jansen, l'ipofosfatasia, l'ipervitaminosi A, l'insufficienza renale acuta/cronica, l'uso di diuretici tiazidici o litio, la sindrome da latte e alcali, la necrosi del tessuto adiposo sottocutaneo e l'immobilizzazione prolungata. La sindrome di Williams-Beuren è caratterizzata da un aspetto elfico, stenosi aortica subvalvolare, bassa statura e ritardo dello sviluppo. Le caratteristiche della sindrome di Murk Jansen includono una bassa statura estrema, occhi sporgenti, palato alto, fontanelle ampie e micrognazia.

### Epidemiologia
La prevalenza dell'ipercalcemia nella popolazione generale è approssimativamente dell'1% al 2%. La maggior parte dei casi (90%) di ipercalcemia è dovuta all'ipercalcemia primaria da iperparatiroidismo e all'ipercalcemia associata a malignità. La prevalenza dell'iperparatiroidismo primario nella popolazione generale varia dall'0,2% allo 0,8% e aumenta con l'età. Complessivamente, il 2% di tutti i casi di cancro è associato all'ipercalcemia, ma nel gruppo pediatrico, la prevalenza è dell'ordine dell'0,4% al 1,3%.

### Fisiopatologia
La concentrazione di calcio è regolata dal recettore della membrana plasmatica del calcio, dall'ormone paratiroideo (PTH) e dal suo recettore, dalla calcitonina e dal suo recettore, nonché dalle azioni della vitamina D sui reni, sulle ossa e sull'intestino. Il PTH mobilizza il calcio direttamente potenziando la riassorbimento osseo e indirettamente stimolando l'alfa-idrossilasi, che aumenta la produzione di vitamina D3, a sua volta portando a un maggiore assorbimento del calcio dall'intestino e a un aumento della riassorbimento osseo. L'iperparatiroidismo primario è causato da un adenoma solitario o da un'iperplasia diffusa della ghiandola. In questa condizione, vi è un punto di riferimento anormale nella relazione tra i livelli di calcio e PTH e una secrezione di PTH indipendente dal calcio. L'ipercalcemia ipocalciurica familiare è ereditata secondo un pattern autosomico dominante ed è dovuta a una mutazione inattivante nel gene del recettore per il calcio. Le lesioni granulomatose causano la produzione ectopica di vitamina D. L'ipercalcemia neonatale transitoria può raramente manifestarsi nei neonati nati da madri con ipoparatiroidismo.
L'ipercalcemia da iperparatiroidismo è lieve e può persistere per anni senza sintomi. L'ipercalcemia da malignità è associata a livelli di calcio che aumentano rapidamente.

### Esame obiettivo
I sintomi dell'ipercalcemia solitamente si manifestano quando i livelli di calcio nel siero superano i 12 mg/dL. Indipendentemente dall'eziologia, i segni e i sintomi generali possono essere riassunti in:
- Sistema nervoso centrale: aumento della sensazione di sete, letargia, debolezza muscolare, dolore osseo, confusione, stordimento e coma. Al di sopra dei 14 mg/dL può svilupparsi encefalopatia.
- Sistema renale: polidipsia, poliuria, nefrolitiasi, nefrocalcinosi, diabete insipido nefrogenico, nicturia, disidratazione, calcoli renali, acidosi tubulare renale distale, insufficienza renale acuta e malattia renale cronica.
- Apparato gastrointestinali: stitichezza, nausea, anoressia, pancreatite, dolore addominale acuto e ulcera gastrica.
- Apparato cardiovascolare: sincope, aritmie, ipertensione, bradicardia, allargamento complesso QRS, prolungamento dell'intervallo PR e accorciamento dell'intervallo QT.

### Diagnosi
L'ipercalcemia può essere classificata come segue:
- Ipercalcemia lieve: da 10,5 a 11,9 mg/dL
- Ipercalcemia moderata: da 12,0 a 13,9 mg/dL
- Crisi ipercalcemica: da 14,0 a 16,0 mg/dL

La maggior parte dei casi di ipercalcemia viene rilevata durante gli esami di routine. L'indagine per l'eziologia include la misurazione dei livelli sierici di PTH, calcitonina, vitamina D, calcio ionizzato, fosforo, magnesio, fosfatasi alcalina, funzionalità renale e rapporto calcio-creatinina urinaria. Si dovrebbero utilizzare saggi immunochemiluminometrici sensibili e specifici per misurare l'ormone paratiroideo (PTH) (i-PTH). L'iperparatiroidismo è caratterizzato da alti livelli di calcio e i-PTH con bassi livelli di fosforo. L'ipercalcemia ipocalciurica familiare ha livelli inappropriatamente normali di PTH con alti livelli di magnesio e bassa clearance della creatinina del calcio. Altre cause di ipercalcemia di solito presentano bassi livelli di PTH. I pazienti con ipercalcemia e ipervitaminosi D hanno alte concentrazioni sieriche di calcidiolo, mentre i pazienti con una malattia granulomatosa hanno livelli elevati di calcitriolo. Nei pazienti con ipercalcemia associata a malignità, i livelli di peptide correlati al PTH sono elevati. Si raccomanda l'imaging per identificare nefrolitiasi e nefrocalcinosi. Nei neonati e nei bambini che presentano ipercalcemia in presenza di caratteristiche dismorfiche, si dovrebbe valutare la sindrome di Williams o la sindrome di Murk Jansen.
Studi di imaging vengono effettuati per escludere sarcoidosi o tumore polmonare. Una mammografia viene eseguita per escludere il tumore al seno e una tomografia computerizzata viene effettuata per escludere il tumore renale. Le ghiandole paratiroidi vengono indagate mediante ecografia e risonanza magnetica.
Le caratteristiche dell'ECG dell'ipercalcemia includono:
- Appiattimento o inversione dell'onda T
- Prolungamento lieve degli intervalli QRS e PR
- Elevazione del tratto ST
- Presenza dell'onda J alla fine del complesso QRSNote

### Trattamento
Il trattamento dell'ipercalcemia è necessario se il paziente è sintomatico o se il livello di calcio supera i 15 mg/dL, anche nei pazienti asintomatici. Gli obiettivi del trattamento dell'ipercalcemia includono l'aumento dell'eliminazione dai fluidi extracellulari, la riduzione dell'assorbimento gastrointestinale e la diminuzione della riassorbimento osseo. La terapia immediata mira a ripristinare il volume intravascolare e promuovere l'escrezione di calcio nelle urine con un'infusione di soluzione fisiologica al 0,9% al doppio del ritmo di mantenimento fino a quando il deficit di liquidi è stato rimpiazzato e si verifica la diuresi (produzione di urina ≥ 200 mL/h fino a 300 mL/h). L'emodialisi è il trattamento di scelta per ridurre rapidamente il calcio nel siero nei pazienti con insufficienza cardiaca o renale. I diuretici dell'ansa dovrebbero essere usati con cautela poiché, nonostante possano aumentare l'escrezione renale, può verificarsi ipercalcemia paradossa a causa della riassorbimento osseo.
I pazienti con iperparatiroidismo richiedono un'esplorazione chirurgica e l'asportazione della fonte di aumento della secrezione di PTH. Dopo l'intervento, i pazienti devono essere monitorati attentamente per lo sviluppo di ipocalcemia e tetania. I bifosfonati come etidronato, pamidronato e alendronato sono i farmaci di scelta per l'ipercalcemia da malignità poiché inibiscono l'attività degli osteoclasti.
La calcitonina può essere somministrata per via sottocutanea, ma nella maggior parte dei casi gli effetti sono lievi e limitati a pochi giorni. La mitramicina può bloccare la funzione degli osteoclasti ed è spesso somministrata ai pazienti con ipercalcemia associata a malignità, ma il farmaco ha una significativa tossicità renale, epatica e del midollo osseo.
L'ipercalcemia associata a un eccesso di vitamina D può essere trattata con steroidi poiché inibiscono l'attività dell'alfa-idrossilasi. Il ketoconazolo, un agente antifungino, è stato anche utilizzato nell'ipervitaminosi D poiché inibisce l'attività dell'1-alfa-idrossilasi. L'ipercalcemia da immobilizzazione può essere prevenuta incoraggiando l'attività fisica nella misura in cui è tollerata e mantenendo un'adeguata idratazione. La causa specifica dell'ipercalcemia deve essere identificata e il trattamento deve essere indirizzato di conseguenza.